# Elizabeth Jenkins
Pour les articles homonymes, voir Jenkins.
Margaret Elizabeth Jenkins (31 octobre 1905 – 5 septembre 2010) est une romancière et biographe anglaise de Jane Austen, Henry Fielding, Lady Caroline Lamb, Joseph Lister et Élisabeth Ire, reine d'Angleterre. Elizabeth Bowen a déclaré que Jenkins était « l'une des romancières anglaises vivantes les plus distinguées ». Elle est Officière de l'ordre de l'empire britannique.

## Jeunesse
Jenkins naît le 31 octobre 1905 à Hitchin, dans le Hertfordshire. C'est l'aînée d'une famille de trois enfants. Son père, James Heald Jenkins, a fondé l'école Caldicott en 1904, qu'il a nommée en l'honneur de sa femme, Theodora Caldicott Ingram. Son grand-père Ebenezer Jenkins, était missionnaire méthodiste en Inde dans les années 1840.
Elle fréquente la Modern School et la St Christopher School de Letchworth, ainsi que le Newnham College de Cambridge, réservé aux femmes à partir de 1921, un collège constitutif de l'université de Cambridge, où elle étudie l'anglais et l'histoire,. Néanmoins, les femmes n'ont pas été éligibles pour obtenir un diplôme de l'université avant 1948.
Elle accepte un poste de professeur d'anglais à l'école King Alfred à Hampstead en 1929. En 1939, lorsque la Seconde Guerre mondiale éclate, elle quitte son poste d'enseignante et se consacre à l'aide des réfugiés juifs et des victimes des raids aériens de Londres pour le compte de l'Assistance Board. Elle travaille à des postes gouvernementaux au sein de la commission du Commerce et du ministère de l'Information jusqu'à la fin de la guerre.
Après la guerre, elle est lectrice chez Victor Gollancz, son éditeur, et recommande la publication de Room at the Top de John Braine.

## Carrière

### Romancière
La directrice de Newnham College, Pernel Strachey, lui présente Edith Sitwell et Virginia Woolf. Cette dernière qualifiera plus tard son premier roman, Virginia Water (1929), de « livre aussi doux qu'un raisin blanc sucré ». Elle envoie ce premier roman à Victor Gollancz Ltd. Lorsqu'il découvre que c'est sa première création, il lui signe immédiatement un contrat pour trois ouvrages.
Son roman de 1934, Harriet (réédité par Valancourt Books en 2015), récit romancé du meurtre d'Harriet Staunton (en), une jeune femme simple d'esprit, que ses proches ont laissée mourir de faim pour capter son héritage, remporte le Prix Femina - Vie heureuse en 1935. Les romans Doubtful Joy suivent en 1935 et The Phoenix' Nest en 1936. D'autres romans incluent Robert et Helen (1944) et A Silent Joy (1992).
The Tortoise and the Hare (1954) est le roman de Jenkins qui rencontre le plus grand succès. Dans sa critique, John Betjeman déclare : « Je ne pense pas qu'il y ait une seule phrase dans ce livre qui ne soit inspirée de la personnalité de l'auteur. ». Le sujet est un mariage profondément troublé malgré les apparences. Hilary Mantel salue ce roman en 1993 dans le Sunday Times, montrant que Jenkins « semble en savoir long sur la façon dont les femmes pensent et organisent leur vie, sur ce à quoi elles participent et sur ce qu'elles craignent. ».
Son roman de 1972, Dr. Gully's Story, le préféré de Jenkins, raconte l'histoire de James Manby Gully, médecin au XIXe, dont la liaison avec Florence Bravo (en) et la mort par empoisonnement de son mari Charles Bravo ont alimenté des soupçons, jamais prouvés, selon lesquels Gully aurait commis ce meurtre.

### Biographe

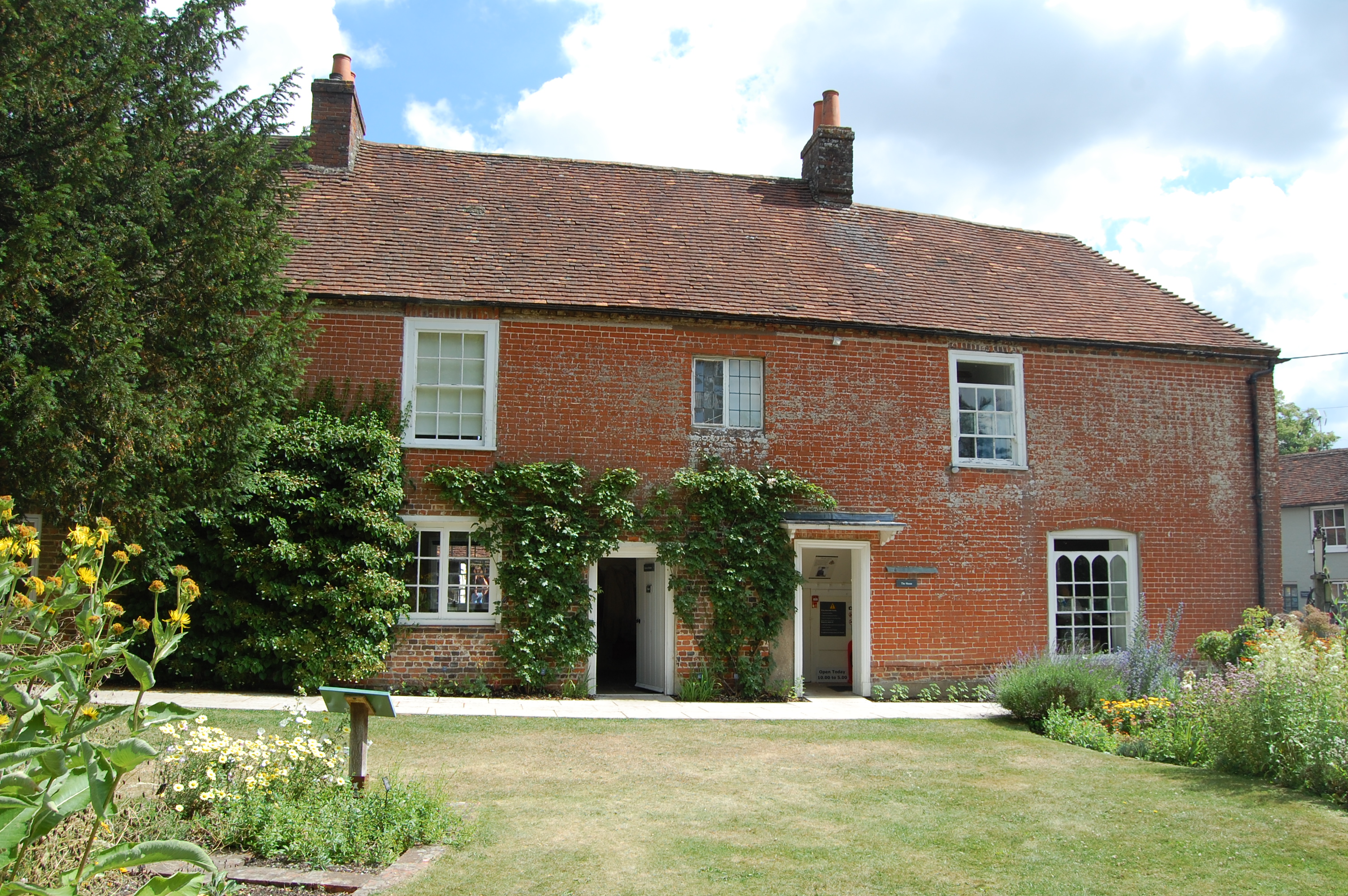
Jane Austen House Museum

Jenkins publie les premières biographies de Lady Caroline Lamb en 1932 et de Jane Austen en 1938. Elle participe à la création de la Jane Austen Society en 1940 et travaille à l'achat de la maison d'Austen à Chawton, là où elle a écrit Emma et d'autres romans. C'est là qu'est installé plus tard le Jane Austen's House Museum.
Sa biographie de 1958, Elizabeth the Great, « a montré ses talents biographiques à leur plus haut niveau » et a fourni ce que The New York Times a défini comme « une dimension psychologique à son portrait que d'autres historiens avaient négligée. », une caractéristique que l'on pouvait également trouver dans son livre de 1960 Joseph Lister. A.L. Rowse (en) déclare que sa biographie d'Elizabeth I « s'est rapprochée plus que toute autre de la découverte du secret de la femme la plus remarquable de l'histoire. ». Dans son livre de 1961, Elizabeth and Leicester, Jenkins défend l'hypothèse selon laquelle les morts violentes d'Anne Boleyn et de Catherine Howard avaient rendu Elizabeth incapable d'établir une relation sexuelle accomplie avec Robert Dudley, 1er comte de Leicester, car elle associait le sexe à la mort.

### Dernières années
Au total, Jenkins écrit une douzaine de romans et une douzaine de biographies. Elle est nommée Officière de l'ordre de l'empire britannique en 1981,. Ses mémoires de 2004, The View from Downshire Hill racontent ses décennies de vie dans une maison de style Regency qu'elle a achetée à Hampstead. Elle emménage dans la maison en 1939 et la décore avec des meubles de style Régence, acquis à peu de frais après la Seconde Guerre mondiale dans des maisons d'époque endommagées pendant le conflit. Elle dira plus tard que, d'après son décor, « les gens pensaient que j'étais à l'aise, alors que j'étais très fauchée. ».
Vers la fin de sa vie, Jenkins déclare à un journaliste qu'elle avait eu une liaison avec l'éminent gynécologue Sir Eardley Lancelot Holland. Holland a servi de base au personnage d'Eardley dans The Tortoise and the Hare, dont Jenkins dit qu'il s'agissait d'une autobiographie « non pas dans les faits, mais sur le plan des sentiments. ».
Jenkins meurt à l'âge de 104 ans le 5 septembre 2010, dans une maison de retraite à Hampstead, Londres, où elle vivait les années précédant sa mort. Elle ne s'est jamais mariée. Elle a dit à l'écrivaine Virginia Nicholson (en) : « J'ai frémi à l'idée de l'accouchement, puis je suis passée à autre chose. ».

## Publications

### Romans
- (en) Virginia water, London, V. Gollancz, 1929, 288 p. (OCLC 4106331, lire en ligne).
- (en) The Winters, 1931
- (en) Portrait of an actor, London, V. Gollancz, Ltd. via Internet Archive, 1933, 287 p. (OCLC 12140819, lire en ligne).
- (en) Harriet (réimprimé en 2012 par Persephone Books), New York, Doubleday, Doran, 1934, 299 p. (OCLC 3103104, lire en ligne).
- (en) Doubtful joy, New York, Doubleday, Doran & Co., Inc., Garden City, 1935, 307 p. (OCLC 1816532, lire en ligne).
- (en) The Phoenix' Nest, 1936.
- (en) Robert and Helen, 1944.
- (en) Young Enthusiasts, 1946.
- (en) The Tortoise and the hare, London, V. Gollancz via Internet Archive, 1954, 252 p. (OCLC 459612590, BNF 32283793, lire en ligne), réimprimé par Virago Books.
- (en) Brightness, 1963.
- (en) Honey, 1968.
- (en) Dr. Gully's story, New York : Coward, McCann & Geoghegan via Internet Archive, 1972 (lire en ligne).
- (en) A Silent Joy, 1992.

### Biographies
- (en) Lady Caroline Lamb, London, Cardinal, 1974 (1re éd. 1932), 159 p. (ISBN 9780351169373 et 0351169377, OCLC 749901127, lire en ligne).
- (en) Janes Austen A Biography, via Internet Archive, 1938 (lire en ligne).
- (en) Henry Fielding, London, Barker via Internet Archive, coll. « The English Novelists », 1966 (1re éd. 1947), 102 p. (OCLC 1120804485, lire en ligne).
- (en) Six criminal women, London, Sampson Low, 1949, 224 p. (OCLC 1964183, lire en ligne).
- (en) Ten fascinating women, New York, Coward-McCann, 1968 (1re éd. 1955) (lire en ligne), p. 175-187. .
- (en) Elizabeth the Great (Publication en Norvégien en 1961 et 1972), Gollancz via Internet Archive, 1958, 336 p. (ISBN 978-0-575-03615-4 et 057503615X, OCLC 1264347, lire en ligne)[18].
- (en) Joseph Lister (ill. Robert Hodgson), Edinburgh, Nelson, coll. « Nelson's picture biographies », 1960, 83 p. (OCLC 2096389, lire en ligne).
- (en) Elizabeth and Leicester, Phoenix, London, 2002 (1re éd. 1961), 384 p. (ISBN 9781842125601 et 1842125605, OCLC 48931735, lire en ligne).
- (en) The princes in the Tower, New York, Coward, McCann & Georghegan, 1978 (ISBN 978-0-698-10842-4 et 0698108426, OCLC 4135681, lire en ligne).
- (en) The shadow and the light : a defence of Daniel Dunglas Home, the medium, London, H. Hamilton, 1982, 275 p. (ISBN 9780241108925 et 0241108926, OCLC 12554498, lire en ligne).

### Traduction française
- Harriet : roman (trad. de l'anglais par Christophe Mercier), J. Losfeld, coll. « Littérature étrangère », 2013, 287 p. (ISBN 978-2-07-248597-8 et 2072485975, OCLC 858211890, BNF 43628606, lire en ligne).
- Le Lièvre et la tortue (trad. Gabriel Marcel), Paris, Plon, coll. « Feux croisés », 1958, 265 p. (OCLC 407689012, lire en ligne).

### Mémoire
- (en) Elizabeth Jenkins, The view from Downshire Hill : a memoir, Norwich, England, Wilby Michael Russell, 2004, 176 p. (ISBN 9780859552882 et 0859552888, OCLC 57699370, lire en ligne).

### Nouvelle
- (en) Elizabeth Jenkins et Lady Cynthia Asquith (éd.), On No Account, My Love dans The Third Ghost Book, James Barrie via Internet Archive, 1955 (lire en ligne).